# Samtgemeinde Hadeln
De Samtgemeinde Hadeln was een samtgemeinde in de Duitse deelstaat Nedersaksen en lag in het Landkreis Cuxhaven. De samtgemeinde is na een fusie van met de voormalige Samtgemeinde Sietland opgegaan in de Samtgemeinde Land Hadeln.

## Samenstelling en ligging
De gemeente lag ten oosten van Cuxhaven op de zuidoever van de Elbe met als samenwerkende gemeenten Neuenkirchen, Nordleda, Osterbruch en Otterndorf.